# Copa México Apertura 2018
La Copa MX Apertura 2018 fue la edición 53° de la Copa México que inició el ciclo correspondiente a la temporada 2018-19. El torneo comenzó el 24 de julio y concluyó el 31 de octubre.
Para esta edición regresaron a escena los clubes: América, Guadalajara, Tigres, y Xolos, que se perdieron la edición Clausura 2018 por disputar la Liga de Campeones de la Concacaf 2018.

## Sistema de competencia
En esta edición participaron 17 de los 18 clubes de la Liga MX, con la excepción de los Lobos BUAP, equipo que para el término de la temporada 2017-2018 culminó en el último lugar de la tabla de cocientes y que debió haber descendido al Ascenso MX, pero que mantuvo su lugar en Primera División al pagar una cuota, debido a que el equipo que logró el ascenso deportivo: Cafetaleros de Tapachula no cumplió con los requerimientos para subir de categoría.
Mientras tanto, de la división de plata del futbol mexicano participaron 10 de los 15 clubes pertenecientes a esta, con la exclusión de: U. de G., Atlante, Correcaminos, Cimarrones y Potros UAEM. Estos equipos fueron los que menos puntos consiguieron a lo largo de la temporada 2017-2018.

### Fase de clasificación
Los 27 equipos participantes se dividen en 9 grupos con 3 integrantes cada uno. 
Se jugaron 6 fechas. Cada equipo enfrentó a sus dos compañeros de grupo en un ida y vuelta, así como también descansaron dos fechas, en las que sus compañeros de grupo se enfrenten entre sí.
La puntuación obtenida en cada partido de acuerdo al resultado es la siguiente:
- Por juego ganado se obtendrán tres puntos
- Por juego empatado se obtendrá un punto
- Por juego perdido cero puntos

Si al finalizar las 4 Jornadas, tres o más Clubes estuviesen empatados en puntos, su posición en la Tabla General de Clasificación sería determinada atendiendo a los siguientes criterios de desempate:
1. Marcadores particulares entre los Clubes empatados
2. Mejor diferencia de goles anotados y recibidos
3. Mayor número de goles anotados como visitante
4. Mayor número de goles anotados
5. Tabla Fair Play
6. Sorteo

Para determinar los lugares que ocuparon los Clubes que participaron en la Fase Final de la Copa MX C18, se tomó como base la Tabla General de Clasificación al término del Torneo.

### Fase final
Participaron por el título de campeón de la Copa MX A18, los primeros lugares de los 9 grupos y los 7 mejores segundos.
En esta fase los equipos se enfrentaron a un solo partido resultando vencedor el que anote el mayor número de goles en el tiempo reglamentario de juego. En caso de empate en goles o que no se haya anotado ninguno, para decidir al ganador del encuentro se ejecutarían series de tiros penales.
El partido se lleva a cabo en el estadio del club que tenga mejor ubicación en la tabla general de clasificación del torneo de Copa.
La fase final se jugó de la siguiente forma:
- Octavos de Final
  - 1 vs 16 → CF1
  - 2 vs 15 → CF2
  - 3 vs 14 → CF3
  - 4 vs 13 → CF4
  - 5 vs 12 → CF5
  - 6 vs 11 → CF6
  - 7 vs 10 → CF7
  - 8 vs 9 → CF8
- Cuartos de Final
  - CF1 vs CF8 → SF1
  - CF2 vs CF7 → SF2
  - CF3 vs CF6 → SF3
  - CF4 vs CF5 → SF4
- Semifinales
  - SF1 vs SF4 → F1
  - SF2 vs SF3 → F2
- Final
  - F1 vs F2

## Información de los equipos
| Equipo               | Entrenador           | Ciudad                           | Estadio                | Capacidad | Fundación       | Patrocinador       | Kit          |
| -------------------- | -------------------- | -------------------------------- | ---------------------- | --------- | --------------- | ------------------ | ------------ |
| América              | Miguel Herrera       | Ciudad de México                 | Azteca                 | 87 000    | 1916 (108 años) | AT&T               | Nike         |
| Atlas                | Gerardo Espinoza     | Guadalajara, Jalisco             | Jalisco                | 56 713    | 1916 (109 años) | Linio              | Adidas       |
| Atlético de San Luis | Alfonso Sosa         | San Luis Potosí, San Luis Potosí | Alfonso Lastras        | 30 000    | 2013 (12 años)  | Canel's            | Joma         |
| Celaya               | Enrique Meza Jr.     | Celaya, Guanajuato               | Miguel Alemán Valdés   | 23 369    | 1954 (71 años)  | Bachoco            | Keuka        |
| Cruz Azul            | Pedro Caixinha       | Ciudad de México                 | Azteca                 | 87 000    | 1927 (98 años)  | Cemento Cruz Azul  | Under Armour |
| Dorados              | Francisco Ramírez    | Culiacán, Sinaloa                | Banorte                | 23 000    | 2003 (22 años)  | Coppel             | Charly       |
| Guadalajara          | José Cardozo         | Guadalajara, Jalisco             | Akron                  | 49 850    | 1906 (119 años) | Akron              | Puma         |
| Juárez               | Gabriel Caballero    | Juárez, Chihuahua                | Olímpico Benito Juárez | 23 500    | 2015 (10 años)  | S-Mart             | Carrara      |
| León                 | Gustavo Díaz         | León, Guanajuato                 | León                   | 31 297    | 1943 (81 años)  | Telcel             | Pirma        |
| Monterrey            | Diego Alonso         | Monterrey, Nuevo León            | BBVA Bancomer          | 53 500    | 1945 (80 años)  | AT&T               | Puma         |
| Morelia              | Roberto Hernández    | Morelia, Michoacán               | Morelos                | 38 869    | 1950 (75 años)  | Caliente           | Pirma        |
| Necaxa               | Marcelo Michel Leaño | Aguascalientes, Aguascalientes   | Victoria               | 25 994    | 1923 (101 años) | Cavall Sport       | Charly       |
| Oaxaca               | Ricardo Rayas        | Oaxaca, Oaxaca                   | Tecnológico de Oaxaca  | 17 200    | 2012 (12 años)  | Ópticas América    | Keuka        |
| Pachuca              | Pako Ayestarán       | Pachuca, Hidalgo                 | Hidalgo                | 30 000    | 1892 (132 años) | Cementos Fortaleza | Charly       |
| Puebla               | Enrique Meza         | Puebla, Puebla                   | Cuauhtémoc             | 51 726    | 1944 (81 años)  | Volkswagen         | Li Ning      |
| Querétaro            | Rafael Puente Jr.    | Querétaro, Querétaro             | Corregidora            | 35 575    | 1950 (75 años)  | Banco Multiva      | Puma         |
| Santos Laguna        | Robert Siboldi       | Torreón, Coahuila                | Corona                 | 30 000    | 1983 (41 años)  | Soriana            | Charly       |
| Tampico Madero       | Eduardo Fentanes     | Tampico Madero, Tamaulipas       | Tamaulipas             | 19 000    | 1982 (42 años)  | Nexum              | Charly       |
| Tapachula            | Irving Rubirosa      | Tapachula, Chiapas               | Olímpico de Tapachula  | 21 018    | 2015 (10 años)  | Chiapas            | Silver Sport |
| Tigres               | Ricardo Ferretti     | Monterrey, Nuevo León            | Universitario          | 42 001    | 1960 (65 años)  | Cemex              | Adidas       |
| Tijuana              | Diego Cocca          | Tijuana, Baja California         | Caliente               | 27 333    | 2007 (18 años)  | Caliente           | Charly       |
| Toluca               | Hernán Cristante     | Toluca, Estado de México         | Nemesio Díez           | 30 000    | 1917 (108 años) | Citibanamex        | Under Armour |
| Universidad          | David Patiño         | Ciudad de México                 | Olímpico Universitario | 72 000    | 1954 (71 años)  | DHL                | Nike         |
| Venados              | Bruno Marioni        | Mérida, Yucatán                  | Carlos Iturralde       | 15 000    | 1988 (37 años)  | Tony Roma's        | U-Sports     |
| Veracruz             | Guillermo Vázquez    | Veracruz, Veracruz               | Luis "Pirata" Fuente   | 30 000    | 1943 (82 años)  | Nike               | Charly       |
| Zacatecas            | Andrés Carevic       | Zacatecas, Zacatecas             | Carlos Vega Villalba   | 20 737    | 2014 (11 años)  | Telcel             | Pirma        |
| Zacatepec            | Alberto Clark        | Zacatepec, Morelos               | Agustín "Coruco" Díaz  | 24 443    | 1948 (77 años)  | Akron              | YIRE         |

### Equipos por entidad federativa
| Santos Pachuca Monterrey Tigres San Luis Morelia Atlas Guadalajara Tijuana Puebla Toluca América Cruz Azul UNAM León Veracruz Querétaro Necaxa Juárez Celaya Venados Tapachula Oaxaca Zacatepec Zacatecas Tampico Madero Dorados |

| Entidad Federativa | N.º | Equipos                           |
| ------------------ | --- | --------------------------------- |
| Ciudad de México   | 3   | América, Cruz Azul, y Universidad |
| Guanajuato         | 2   | Celaya y León                     |
| Jalisco            | 2   | Atlas y Guadalajara               |
| Nuevo León         | 2   | Monterrey y Tigres UANL           |
| Puebla             | 1   | Puebla                            |
| Aguascalientes     | 1   | Necaxa                            |
| Baja California    | 1   | Tijuana                           |
| Coahuila           | 1   | Santos Laguna                     |
| Estado de México   | 1   | Toluca                            |
| Hidalgo            | 1   | Pachuca                           |
| Michoacán          | 1   | Morelia                           |
| Querétaro          | 1   | Querétaro                         |
| Veracruz           | 1   | Veracruz                          |
| Tamaulipas         | 1   | Tampico Madero                    |
| Chiapas            | 1   | Tapachula                         |
| Chihuahua          | 1   | FC Juárez                         |
| Morelos            | 1   | Zacatepec                         |
| Oaxaca             | 1   | Oaxaca                            |
| San Luis Potosí    | 1   | Atlético de San Luis              |
| Sinaloa            | 1   | Dorados                           |
| Yucatán            | 1   | Venados                           |
| Zacatecas          | 1   | Zacatecas                         |

## Fase de grupos
- Datos según la página oficial de la competición.

### Grupo 1
| Pos. | Equipo    | Pts. | PJ | G | E | P | GF | GC | Dif. | Clasificación             |
| ---- | --------- | ---- | -- | - | - | - | -- | -- | ---- | ------------------------- |
| 1    | Monterrey | 10   | 4  | 3 | 1 | 0 | 9  | 4  | +5   | Acceso a octavos de final |
| 2    | Puebla    | 7    | 4  | 2 | 1 | 1 | 4  | 3  | +1   | Acceso a octavos de final |
| 3    | Venados   | 0    | 4  | 0 | 0 | 4 | 2  | 8  | −6   |                           |

 Fuente: [cita requerida]
| Grupo 1   | Grupo 1   | Grupo 1   | Grupo 1                 | Grupo 1         | Grupo 1       |
| Local     | Resultado | Visitante | Estadio                 | Fecha           | Hora (Centro) |
| --------- | --------- | --------- | ----------------------- | --------------- | ------------- |
| Puebla    | 1 - 0     | Venados   | Cuauhtémoc              | 25 de julio     | 19:00         |
| Monterrey | 2 - 1     | Puebla    | BBVA Bancomer           | 1 de agosto     | 21:00         |
| Venados   | 0 - 3     | Monterrey | Carlos Iturralde Rivero | 7 de agosto     | 21:00         |
| Puebla    | 1 - 1     | Monterrey | Cuauhtémoc              | 14 de agosto    | 21:00         |
| Monterrey | 3 - 2     | Venados   | BBVA Bancomer           | 28 de agosto    | 21:00         |
| Venados   | 0 - 1     | Puebla    | Carlos Iturralde Rivero | 4 de septiembre | 21:00         |

### Grupo 2
| Pos. | Equipo  | Pts. | PJ | G | E | P | GF | GC | Dif. | Clasificación             |
| ---- | ------- | ---- | -- | - | - | - | -- | -- | ---- | ------------------------- |
| 1    | Tijuana | 7    | 4  | 2 | 1 | 1 | 5  | 2  | +3   | Acceso a octavos de final |
| 2    | Juárez  | 5    | 4  | 1 | 2 | 1 | 6  | 7  | −1   | Acceso a octavos de final |
| 3    | Toluca  | 4    | 4  | 1 | 1 | 2 | 5  | 7  | −2   |                           |

 Fuente: [cita requerida]
| Grupo 2 | Grupo 2   | Grupo 2   | Grupo 2                | Grupo 2         | Grupo 2       |
| Local   | Resultado | Visitante | Estadio                | Fecha           | Hora (Centro) |
| ------- | --------- | --------- | ---------------------- | --------------- | ------------- |
| Juárez  | 0 - 0     | Tijuana   | Olímpico Benito Juárez | 25 de julio     | 21:00         |
| Toluca  | 2 - 3     | Juárez    | Nemesio Díez           | 1 de agosto     | 21:00         |
| Tijuana | 2 - 0     | Toluca    | Caliente               | 8 de agosto     | 21:00         |
| Tijuana | 3 - 1     | Juárez    | Caliente               | 15 de agosto    | 21:00         |
| Juárez  | 2 - 2     | Toluca    | Olímpico Benito Juárez | 29 de agosto    | 21:00         |
| Toluca  | 1 - 0     | Tijuana   | Nemesio Díez           | 5 de septiembre | 21:00         |

### Grupo 3
| Pos. | Equipo               | Pts. | PJ | G | E | P | GF | GC | Dif. | Clasificación             |
| ---- | -------------------- | ---- | -- | - | - | - | -- | -- | ---- | ------------------------- |
| 1    | Querétaro            | 9    | 4  | 3 | 0 | 1 | 6  | 4  | +2   | Acceso a octavos de final |
| 2    | León                 | 6    | 4  | 2 | 0 | 2 | 7  | 7  | 0    | Acceso a octavos de final |
| 3    | Mineros de Zacatecas | 3    | 4  | 1 | 0 | 3 | 7  | 9  | −2   |                           |

 Fuente: [cita requerida]
| Grupo 3   | Grupo 3   | Grupo 3   | Grupo 3              | Grupo 3         | Grupo 3       |
| Local     | Resultado | Visitante | Estadio              | Fecha           | Hora (Centro) |
| --------- | --------- | --------- | -------------------- | --------------- | ------------- |
| Zacatecas | 4 - 3     | León      | Carlos Vega Villalba | 24 de julio     | 21:06         |
| León      | 2 - 1     | Querétaro | León                 | 1 de agosto     | 19:00         |
| Querétaro | 2 - 1     | Zacatecas | Corregidora          | 7 de agosto     | 19:00         |
| León      | 2 - 1     | Zacatecas | León                 | 14 de agosto    | 19:00         |
| Querétaro | 1 - 0     | León      | Corregidora          | 28 de agosto    | 19:00         |
| Zacatecas | 1 - 2     | Querétaro | Carlos Vega Villalba | 4 de septiembre | 19:00         |

### Grupo 4
| Pos. | Equipo         | Pts. | PJ | G | E | P | GF | GC | Dif. | Clasificación             |
| ---- | -------------- | ---- | -- | - | - | - | -- | -- | ---- | ------------------------- |
| 1    | Necaxa         | 9    | 4  | 3 | 0 | 1 | 6  | 4  | +2   | Acceso a octavos de final |
| 2    | UNAM           | 6    | 4  | 2 | 0 | 2 | 6  | 6  | 0    | Acceso a octavos de final |
| 3    | Tampico Madero | 3    | 4  | 1 | 0 | 3 | 5  | 7  | −2   |                           |

 Fuente: [cita requerida]
| Grupo 4        | Grupo 4   | Grupo 4        | Grupo 4                | Grupo 4         | Grupo 4       |
| Local          | Resultado | Visitante      | Estadio                | Fecha           | Hora (Centro) |
| -------------- | --------- | -------------- | ---------------------- | --------------- | ------------- |
| Tampico Madero | 1 - 2     | Universidad    | Tamaulipas             | 24 de julio     | 21:00         |
| Necaxa         | 1 - 0     | Tampico Madero | Victoria               | 1 de agosto     | 19:00         |
| Universidad    | 1 - 3     | Necaxa         | Olímpico Universitario | 7 de agosto     | 21:00         |
| Tampico Madero | 3 - 1     | Necaxa         | Tamaulipas             | 14 de agosto    | 21:00         |
| Necaxa         | 1 - 0     | Universidad    | Victoria               | 28 de agosto    | 21:00         |
| Universidad    | 3 - 1     | Tampico Madero | Olímpico Universitario | 4 de septiembre | 21:00         |

### Grupo 5
| Pos. | Equipo  | Pts. | PJ | G | E | P | GF | GC | Dif. | Clasificación             |
| ---- | ------- | ---- | -- | - | - | - | -- | -- | ---- | ------------------------- |
| 1    | Pachuca | 10   | 4  | 3 | 1 | 0 | 6  | 0  | +6   | Acceso a octavos de final |
| 2    | Celaya  | 4    | 4  | 1 | 1 | 2 | 3  | 5  | −2   |                           |
| 3    | Santos  | 2    | 4  | 0 | 2 | 2 | 1  | 5  | −4   |                           |

 Fuente: [cita requerida]
| Grupo 5       | Grupo 5   | Grupo 5       | Grupo 5              | Grupo 5         | Grupo 5       |
| Local         | Resultado | Visitante     | Estadio              | Fecha           | Hora (Centro) |
| ------------- | --------- | ------------- | -------------------- | --------------- | ------------- |
| Celaya        | 0 - 2     | Pachuca       | Miguel Alemán Valdés | 24 de julio     | 19:00         |
| Pachuca       | 2 - 0     | Santos Laguna | Hidalgo              | 31 de julio     | 21:00         |
| Santos Laguna | 1 - 1     | Celaya        | TSM Corona           | 7 de agosto     | 19:00         |
| Celaya        | 2 - 0     | Santos Laguna | Miguel Alemán Valdés | 15 de agosto    | 19:00         |
| Santos Laguna | 0 - 0     | Pachuca       | TSM Corona           | 29 de agosto    | 19:00         |
| Pachuca       | 2 - 0     | Celaya        | Hidalgo              | 4 de septiembre | 21:00         |

### Grupo 6
| Pos. | Equipo    | Pts. | PJ | G | E | P | GF | GC | Dif. | Clasificación             |
| ---- | --------- | ---- | -- | - | - | - | -- | -- | ---- | ------------------------- |
| 1    | Cruz Azul | 7    | 4  | 2 | 1 | 1 | 7  | 5  | +2   | Acceso a octavos de final |
| 2    | Zacatepec | 6    | 4  | 2 | 0 | 2 | 7  | 8  | −1   | Acceso a octavos de final |
| 3    | Atlas     | 4    | 4  | 1 | 1 | 2 | 6  | 7  | −1   |                           |

 Fuente: [cita requerida]
| Grupo 6   | Grupo 6   | Grupo 6   | Grupo 6             | Grupo 6          | Grupo 6       |
| Local     | Resultado | Visitante | Estadio             | Fecha            | Hora (Centro) |
| --------- | --------- | --------- | ------------------- | ---------------- | ------------- |
| Atlas     | 1 - 2     | Zacatepec | Jalisco             | 25 de julio      | 21:00         |
| Zacatepec | 2 - 3     | Cruz Azul | Agustín Coruco Díaz | 1 de agosto      | 19:00         |
| Cruz Azul | 2 - 2     | Atlas     | Azteca              | 8 de agosto      | 19:00         |
| Cruz Azul | 2 - 0     | Zacatepec | Azteca              | 15 de agosto     | 19:00         |
| Atlas     | 1 - 0     | Cruz Azul | Jalisco             | 29 de agosto     | 21:00         |
| Zacatepec | 3 - 2     | Atlas     | Agustín Coruco Díaz | 13 de septiembre | 19:00         |

### Grupo 7
| Pos. | Equipo   | Pts. | PJ | G | E | P | GF | GC | Dif. | Clasificación             |
| ---- | -------- | ---- | -- | - | - | - | -- | -- | ---- | ------------------------- |
| 1    | América  | 10   | 4  | 3 | 1 | 0 | 9  | 1  | +8   | Acceso a octavos de final |
| 2    | Dorados  | 7    | 4  | 2 | 1 | 1 | 4  | 4  | 0    | Acceso a octavos de final |
| 3    | Veracruz | 0    | 4  | 0 | 0 | 4 | 1  | 9  | −8   |                           |

 Fuente: [cita requerida]
| Grupo 7  | Grupo 7   | Grupo 7   | Grupo 7              | Grupo 7         | Grupo 7       |
| Local    | Resultado | Visitante | Estadio              | Fecha           | Hora (Centro) |
| -------- | --------- | --------- | -------------------- | --------------- | ------------- |
| Veracruz | 1 - 2     | Dorados   | Luis "Pirata" Fuente | 25 de julio     | 19:00         |
| América  | 3 - 0     | Veracruz  | Azteca               | 31 de julio     | 19:00         |
| Dorados  | 0 - 0     | América   | Banorte              | 7 de agosto     | 21:00         |
| Veracruz | 0 - 3     | América   | Luis "Pirata" Fuente | 14 de agosto    | 21:00         |
| América  | 3 - 1     | Dorados   | Azteca               | 28 de agosto    | 19:00         |
| Dorados  | 1 - 0     | Veracruz  | Banorte              | 5 de septiembre | 21:00         |

### Grupo 8
| Pos. | Equipo      | Pts. | PJ | G | E | P | GF | GC | Dif. | Clasificación             |
| ---- | ----------- | ---- | -- | - | - | - | -- | -- | ---- | ------------------------- |
| 1    | Guadalajara | 10   | 4  | 3 | 1 | 0 | 6  | 3  | +3   | Acceso a octavos de final |
| 2    | Morelia     | 4    | 4  | 1 | 1 | 2 | 6  | 6  | 0    | Acceso a octavos de final |
| 3    | Alebrijes   | 2    | 4  | 0 | 2 | 2 | 1  | 4  | −3   |                           |

 Fuente: [cita requerida]
| Grupo 8     | Grupo 8   | Grupo 8     | Grupo 8               | Grupo 8         | Grupo 8       |
| Local       | Resultado | Visitante   | Estadio               | Fecha           | Hora (Centro) |
| ----------- | --------- | ----------- | --------------------- | --------------- | ------------- |
| Morelia     | 2 - 0     | Oaxaca      | Morelos               | 24 de julio     | 21:00         |
| Guadalajara | 3 - 2     | Morelia     | Akron                 | 31 de julio     | 21:00         |
| Oaxaca      | 0 - 0     | Guadalajara | Tecnológico de Oaxaca | 8 de agosto     | 21:00         |
| Guadalajara | 1 - 0     | Oaxaca      | Akron                 | 14 de agosto    | 19:00         |
| Morelia     | 1 - 2     | Guadalajara | Morelos               | 28 de agosto    | 21:00         |
| Oaxaca      | 1 - 1     | Morelia     | Tecnológico de Oaxaca | 5 de septiembre | 19:00         |

### Grupo 9
| Pos. | Equipo               | Pts. | PJ | G | E | P | GF | GC | Dif. | Clasificación             |
| ---- | -------------------- | ---- | -- | - | - | - | -- | -- | ---- | ------------------------- |
| 1    | Tigres               | 7    | 4  | 2 | 1 | 1 | 7  | 3  | +4   | Acceso a octavos de final |
| 2    | Cafetaleros          | 5    | 4  | 1 | 2 | 1 | 4  | 2  | +2   | Acceso a octavos de final |
| 3    | Atlético de San Luis | 4    | 4  | 1 | 1 | 2 | 4  | 10 | −6   |                           |

 Fuente: [cita requerida]
| Grupo 9              | Grupo 9   | Grupo 9              | Grupo 9                 | Grupo 9         | Grupo 9       |
| Local                | Resultado | Visitante            | Estadio                 | Fecha           | Hora (Centro) |
| -------------------- | --------- | -------------------- | ----------------------- | --------------- | ------------- |
| Atlético de San Luis | 2 - 1     | Tigres               | Alfonso Lastras Ramírez | 24 de julio     | 19:00         |
| Tapachula            | 1 - 1     | Atlético de San Luis | Olímpico de Tapachula   | 31 de julio     | 19:00         |
| Tigres               | 0 - 0     | Tapachula            | Universitario           | 8 de agosto     | 19:00         |
| Tigres               | 5 - 1     | Atlético de San Luis | Universitario           | 15 de agosto    | 21:00         |
| Tapachula            | 0 - 1     | Tigres               | Olímpico de Tapachula   | 29 de agosto    | 19:00         |
| Atlético de San Luis | 0 - 3     | Tapachula            | Alfonso Lastras Ramírez | 5 de septiembre | 19:00         |

### Mejores segundos
| Pos. | Equipo    | Pts. | PJ | G | E | P | GF | GC | Dif. | Clasificación             |
| ---- | --------- | ---- | -- | - | - | - | -- | -- | ---- | ------------------------- |
| 1    | Puebla    | 7    | 4  | 2 | 1 | 1 | 4  | 3  | +1   | Acceso a octavos de final |
| 2    | Dorados   | 7    | 4  | 2 | 1 | 1 | 4  | 4  | 0    | Acceso a octavos de final |
| 3    | León      | 6    | 4  | 2 | 0 | 2 | 7  | 7  | 0    | Acceso a octavos de final |
| 4    | UNAM      | 6    | 4  | 2 | 0 | 2 | 6  | 6  | 0    | Acceso a octavos de final |
| 5    | Zacatepec | 6    | 4  | 2 | 0 | 2 | 7  | 8  | −1   | Acceso a octavos de final |
| 6    | Alebrijes | 5    | 4  | 1 | 2 | 1 | 4  | 2  | +2   | Acceso a octavos de final |
| 7    | Juárez    | 5    | 4  | 1 | 2 | 1 | 6  | 7  | −1   | Acceso a octavos de final |
| 8    | Morelia   | 4    | 4  | 1 | 1 | 2 | 6  | 6  | 0    |                           |
| 9    | Celaya    | 4    | 4  | 1 | 1 | 2 | 3  | 5  | −2   |                           |

 Fuente: [cita requerida]

## Tabla de clasificados
| Pos. | Equipo      | Pts. | PJ | G | E | P | GF | GC | Dif. |
| ---- | ----------- | ---- | -- | - | - | - | -- | -- | ---- |
| 1    | América     | 10   | 4  | 3 | 1 | 0 | 9  | 1  | +8   |
| 2    | Pachuca     | 10   | 4  | 3 | 1 | 0 | 6  | 0  | +6   |
| 3    | Monterrey   | 10   | 4  | 3 | 1 | 0 | 9  | 4  | +5   |
| 4    | Guadalajara | 10   | 4  | 3 | 1 | 0 | 6  | 3  | +3   |
| 5    | Necaxa      | 9    | 4  | 3 | 0 | 1 | 6  | 4  | +2   |
| 6    | Querétaro   | 9    | 4  | 3 | 0 | 1 | 6  | 4  | +2   |
| 7    | Tigres      | 7    | 4  | 2 | 1 | 1 | 7  | 3  | +4   |
| 8    | Tijuana     | 7    | 4  | 2 | 1 | 1 | 5  | 2  | +3   |
|      |             |      |    |   |   |   |    |    |      |
| 9    | Cruz Azul   | 7    | 4  | 2 | 1 | 1 | 7  | 5  | +2   |
| 10   | Puebla      | 7    | 4  | 2 | 1 | 1 | 4  | 3  | +1   |
| 11   | Dorados     | 7    | 4  | 2 | 1 | 1 | 4  | 4  | 0    |
| 12   | León        | 6    | 4  | 2 | 0 | 2 | 7  | 7  | 0    |
| 13   | UNAM        | 6    | 4  | 2 | 0 | 2 | 6  | 6  | 0    |
| 14   | Zacatepec   | 6    | 4  | 2 | 0 | 2 | 7  | 8  | −1   |
| 15   | Cafetaleros | 5    | 4  | 1 | 2 | 1 | 4  | 2  | +2   |
| 16   | Juárez      | 5    | 4  | 1 | 2 | 1 | 6  | 7  | −1   |

 Fuente: [cita requerida]
Notas:
1. 1 2  Necaxa se pone por delante de Querétaro ya que anotaron más goles de visitante (Necaxa 4, Querétaro 3)

## Fase final
|  | Octavos de final                         | Octavos de final                         | Octavos de final                         |                |       | Cuartos de final          | Cuartos de final          | Cuartos de final          |  |   | Semifinales                | Semifinales                | Semifinales                |  |   | Final                 | Final                 | Final                 |  |
|  | 25 de septiembre al 2 de octubre de 2018 | 25 de septiembre al 2 de octubre de 2018 | 25 de septiembre al 2 de octubre de 2018 |                |       | 3 al 9 de octubre de 2018 | 3 al 9 de octubre de 2018 | 3 al 9 de octubre de 2018 |  |   | 23 y 24 de octubre de 2018 | 23 y 24 de octubre de 2018 | 23 y 24 de octubre de 2018 |  |   | 31 de octubre de 2018 | 31 de octubre de 2018 | 31 de octubre de 2018 |  |
|  |                                          |                                          |                                          |                |       |                           |                           |                           |  |   |                            |                            |                            |  |   |                       |                       |                       |  |
|  |                                          |                                          |                                          |                |       |                           |                           |                           |  |   |                            |                            |                            |  |   |                       |                       |                       |  |
|  | 2                                        | Pachuca                                  | 3                                        |                |       |                           |                           |                           |  |   |                            |                            |                            |  |   |                       |                       |                       |  |
|  | 2                                        | Pachuca                                  | 3                                        |                |       |                           |                           |                           |  |   |                            |                            |                            |  |   |                       |                       |                       |  |
|  | 15                                       | Cafetaleros                              | 0                                        |                |       |                           |                           |                           |  |   |                            |                            |                            |  |   |                       |                       |                       |  |
|  | 15                                       | Cafetaleros                              | 0                                        |                | 2     | Pachuca (p.)              | 3 (6)                     |                           |  |   |                            |                            |                            |  |   |                       |                       |                       |  |
|  |                                          |                                          |                                          |                | 2     | Pachuca (p.)              | 3 (6)                     |                           |  |   |                            |                            |                            |  |   |                       |                       |                       |  |
|  |                                          |                                          | 7                                        | Tigres         | 3 (5) |                           |                           |                           |  |   |                            |                            |                            |  |   |                       |                       |                       |  |
|  | 7                                        | Tigres                                   | 7                                        | Tigres         | 3 (5) | 4                         |                           |                           |  |   |                            |                            |                            |  |   |                       |                       |                       |  |
|  | 7                                        | Tigres                                   |                                          |                |       |                           |                           |                           |  |   |                            |                            |                            |  |   |                       |                       |                       |  |
|  | 10                                       | Puebla                                   | 0                                        |                |       |                           |                           |                           |  |   |                            |                            |                            |  |   |                       |                       |                       |  |
|  | 10                                       | Puebla                                   | 0                                        |                |       |                           |                           |                           |  | 2 | Pachuca                    | 3 (3)                      |                            |  |   |                       |                       |                       |  |
|  |                                          |                                          |                                          |                |       |                           |                           |                           |  | 2 | Pachuca                    | 3 (3)                      |                            |  |   |                       |                       |                       |  |
|  |                                          |                                          | 3                                        | Monterrey (p.) | 3 (4) |                           |                           |                           |  |   |                            |                            |                            |  |   |                       |                       |                       |  |
|  | 3                                        | Monterrey                                | 3                                        | Monterrey (p.) | 3 (4) | 4                         |                           |                           |  |   |                            |                            |                            |  |   |                       |                       |                       |  |
|  | 3                                        | Monterrey                                |                                          |                |       |                           |                           |                           |  |   |                            |                            |                            |  |   |                       |                       |                       |  |
|  | 14                                       | Zacatepec                                | 2                                        |                |       |                           |                           |                           |  |   |                            |                            |                            |  |   |                       |                       |                       |  |
|  | 14                                       | Zacatepec                                | 2                                        |                | 3     | Monterrey                 | 1                         |                           |  |   |                            |                            |                            |  |   |                       |                       |                       |  |
|  |                                          |                                          |                                          |                | 3     | Monterrey                 | 1                         |                           |  |   |                            |                            |                            |  |   |                       |                       |                       |  |
|  |                                          |                                          | 6                                        | Querétaro      | 0     |                           |                           |                           |  |   |                            |                            |                            |  |   |                       |                       |                       |  |
|  | 6                                        | Querétaro                                | 6                                        | Querétaro      | 0     | 2                         |                           |                           |  |   |                            |                            |                            |  |   |                       |                       |                       |  |
|  | 6                                        | Querétaro                                |                                          |                |       |                           |                           |                           |  |   |                            |                            |                            |  |   |                       |                       |                       |  |
|  | 11                                       | Dorados                                  | 1                                        |                |       |                           |                           |                           |  |   |                            |                            |                            |  |   |                       |                       |                       |  |
|  | 11                                       | Dorados                                  | 1                                        |                |       |                           |                           |                           |  |   |                            |                            |                            |  | 3 | Monterrey             | 0                     |                       |  |
|  |                                          |                                          |                                          |                |       |                           |                           |                           |  |   |                            |                            |                            |  | 3 | Monterrey             | 0                     |                       |  |
|  |                                          |                                          | 9                                        | Cruz Azul      | 2     |                           |                           |                           |  |   |                            |                            |                            |  |   |                       |                       |                       |  |
|  | 8                                        | Tijuana                                  | 9                                        | Cruz Azul      | 2     | 1                         |                           |                           |  |   |                            |                            |                            |  |   |                       |                       |                       |  |
|  | 8                                        | Tijuana                                  |                                          |                |       |                           |                           |                           |  |   |                            |                            |                            |  |   |                       |                       |                       |  |
|  | 9                                        | Cruz Azul                                | 2                                        |                |       |                           |                           |                           |  |   |                            |                            |                            |  |   |                       |                       |                       |  |
|  | 9                                        | Cruz Azul                                | 2                                        |                | 9     | Cruz Azul                 | 2                         |                           |  |   |                            |                            |                            |  |   |                       |                       |                       |  |
|  |                                          |                                          |                                          |                | 9     | Cruz Azul                 | 2                         |                           |  |   |                            |                            |                            |  |   |                       |                       |                       |  |
|  |                                          |                                          | 16                                       | Juárez         | 0     |                           |                           |                           |  |   |                            |                            |                            |  |   |                       |                       |                       |  |
|  | 1                                        | América                                  | 16                                       | Juárez         | 0     | 2 (8)                     |                           |                           |  |   |                            |                            |                            |  |   |                       |                       |                       |  |
|  | 1                                        | América                                  |                                          |                |       |                           |                           |                           |  |   |                            |                            |                            |  |   |                       |                       |                       |  |
|  | 16                                       | Juárez (p.)                              | 2 (9)                                    |                |       |                           |                           |                           |  |   |                            |                            |                            |  |   |                       |                       |                       |  |
|  | 16                                       | Juárez (p.)                              | 2 (9)                                    |                |       |                           |                           |                           |  | 9 | Cruz Azul (p.)             | 1 (5)                      |                            |  |   |                       |                       |                       |  |
|  |                                          |                                          |                                          |                |       |                           |                           |                           |  | 9 | Cruz Azul (p.)             | 1 (5)                      |                            |  |   |                       |                       |                       |  |
|  |                                          |                                          | 12                                       | León           | 1 (4) |                           |                           |                           |  |   |                            |                            |                            |  |   |                       |                       |                       |  |
|  | 5                                        | Necaxa                                   | 12                                       | León           | 1 (4) | 0                         |                           |                           |  |   |                            |                            |                            |  |   |                       |                       |                       |  |
|  | 5                                        | Necaxa                                   |                                          |                |       |                           |                           |                           |  |   |                            |                            |                            |  |   |                       |                       |                       |  |
|  | 12                                       | León                                     | 2                                        |                |       |                           |                           |                           |  |   |                            |                            |                            |  |   |                       |                       |                       |  |
|  | 12                                       | León                                     | 2                                        |                | 12    | León (p.)                 | 1 (5)                     |                           |  |   |                            |                            |                            |  |   |                       |                       |                       |  |
|  |                                          |                                          |                                          |                | 12    | León (p.)                 | 1 (5)                     |                           |  |   |                            |                            |                            |  |   |                       |                       |                       |  |
|  |                                          |                                          | 13                                       | UNAM           | 1 (4) |                           |                           |                           |  |   |                            |                            |                            |  |   |                       |                       |                       |  |
|  | 4                                        | Guadalajara                              | 13                                       | UNAM           | 1 (4) | 1                         |                           |                           |  |   |                            |                            |                            |  |   |                       |                       |                       |  |
|  | 4                                        | Guadalajara                              |                                          |                |       |                           |                           |                           |  |   |                            |                            |                            |  |   |                       |                       |                       |  |
|  | 13                                       | UNAM                                     | 3                                        |                |       |                           |                           |                           |  |   |                            |                            |                            |  |   |                       |                       |                       |  |
|  | 13                                       | UNAM                                     | 3                                        |                |       |                           |                           |                           |  |   |                            |                            |                            |  |   |                       |                       |                       |  |
|  |                                          |                                          |                                          |                |       |                           |                           |                           |  |   |                            |                            |                            |  |   |                       |                       |                       |  |

- Campeón clasifica a la Supercopa MX 2018-19.

### Octavos de final
| 25 de septiembre de 2018, 21:15  | América | 2:2 (0:1) (8:9 p.)         | Juárez | Estadio Azteca, Ciudad de México                                       |                                                                        |
|                                  | C. Domínguez 46' · B. Valdez 54'                                                                                    | Reporte                    | R. Prieto 16' · L. Carrijo 84'                                                                                                 | Asistencia: 11 071 espectadores Árbitro(s): Mario Humberto Vargas Mata | Asistencia: 11 071 espectadores Árbitro(s): Mario Humberto Vargas Mata |
|                                  | | Tiros desde el punto penal | |                                                                        |                                                                        |
|                                  | Domínguez · G. Rodríguez · Vargas · Marchesín · Martínez · Corona · Álvarez · Aguilar · Hernández Clemente · Ibarra |                            | Carrijo · Lacerda · Vázquez Mellado · Hachen · Elson Dias · Brambila · José Rodríguez · Castro · Fernández · Francisco Nevarez |                                                                        |                                                                        |
| Juárez avanzó a cuartos de final | |                            | |                                                                        |                                                                        |

| 25 de septiembre de 2018, 19:00   | Pachuca               | 3:0 (3:0) | Tapachula | Estadio Hidalgo, Pachuca                                            |                                                                     |
|                                   | L. Ulloa 5', 15', 41' | Reporte   |           | Asistencia: 8 373 espectadores Árbitro(s): Alejandro Funk Villafañe | Asistencia: 8 373 espectadores Árbitro(s): Alejandro Funk Villafañe |
| Pachuca avanzó a cuartos de final |                       |           |           |                                                                     |                                                                     |

| 2 de octubre de 2018, 21:15         | Monterrey                                                        | 4:2 (3:1) | Zacatepec                        | Estadio BBVA Bancomer, Guadalupe                                       |                                                                        |
|                                     | N. Sánchez 20' · D. Lajud 26' · J. Gallardo 34' · D. Pabón 90+5' | Reporte   | J. Gallardo 32' · J. Ramírez 67' | Asistencia: 23 260 espectadores Árbitro(s): José Alfredo Peñaloza Soto | Asistencia: 23 260 espectadores Árbitro(s): José Alfredo Peñaloza Soto |
| Monterrey avanzó a cuartos de final |                                                                  |           |                                  |                                                                        |                                                                        |

| 26 de septiembre de 2018, 21:15 | Guadalajara   | 1:3 (1:2) | UNAM                                                | Estadio Akron, Zapopan                                                 |                                                                        |
|                                 | A. Pulido 10' | Reporte   | M. Alustiza 2' · B. Figueroa 39' · B. Galindo 90+2' | Asistencia: 19 869 espectadores Árbitro(s): Jorge Isaac Rojas Castillo | Asistencia: 19 869 espectadores Árbitro(s): Jorge Isaac Rojas Castillo |
| UNAM avanzó a cuartos de final  |               |           |                                                     |                                                                        |                                                                        |

| 25 de septiembre de 2018, 19:00 | Necaxa | 0:2 (0:1) | León                         | Estadio Victoria, Aguascalientes                               |                                                                |
|                                 |        | Reporte   | Y. Moreno 43' · L. López 81' | Asistencia: 6 398 espectadores Árbitro(s): Roberto Ríos Jácome | Asistencia: 6 398 espectadores Árbitro(s): Roberto Ríos Jácome |
| León avanzó a cuartos de final  |        |           |                              |                                                                |                                                                |

| 26 de septiembre de 2018, 19:00     | Querétaro           | 2:1 (2:0) | Dorados     | Estadio Corregidora, Querétaro                                        |                                                                       |
|                                     | C. Sanvezzo 7', 16' | Reporte   | F. Arce 88' | Asistencia: 11 925 espectadores Árbitro(s): Jonathan Hernández Juárez | Asistencia: 11 925 espectadores Árbitro(s): Jonathan Hernández Juárez |
| Querétaro avanzó a cuartos de final |                     |           |             |                                                                       |                                                                       |

| 26 de septiembre de 2018, 19:00  | Tigres                                                       | 4:0 (3:0) | Puebla | Estadio Universitario, San Nicolás de los Garza                        |                                                                        |
|                                  | J. Damm 16' · Valencia 21' · E. Vargas 35' · J. Quiñones 58' | Reporte   |        | Asistencia: 24 648 espectadores Árbitro(s): Edgar Ulises Rangel Araujo | Asistencia: 24 648 espectadores Árbitro(s): Edgar Ulises Rangel Araujo |
| Tigres avanzó a cuartos de final |                                                              |           |        |                                                                        |                                                                        |

| 25 de septiembre de 2018, 19:15     | Tijuana        | 1:2 (0:1) | Cruz Azul                          | Estadio Caliente, Tijuana                                            |                                                                      |
|                                     | J. Madueña 61' | Reporte   | É. Méndez 32' · M. Cauteruccio 57' | Asistencia: 23 333 espectadores Árbitro(s): Adonai Escobedo González | Asistencia: 23 333 espectadores Árbitro(s): Adonai Escobedo González |
| Cruz Azul avanzó a cuartos de final |                |           |                                    |                                                                      |                                                                      |

### Cuartos de final
| 2 de octubre de 2018, 19:00    | Cruz Azul                            | 2:0 (0:0) | Juárez | Estadio Azteca, Ciudad de México                                       |                                                                        |
|                                | R. Alvarado 60' · M. Cauteruccio 72' | Reporte   |        | Asistencia: 13 580 espectadores Árbitro(s): Edgar Ulises Rangel Araujo | Asistencia: 13 580 espectadores Árbitro(s): Edgar Ulises Rangel Araujo |
| Cruz Azul avanzó a Semifinales |                                      |           |        |                                                                        |                                                                        |

| 3 de octubre de 2018, 19:00  | Pachuca                        | 3:3 (1:2) (6:5 p.) | Tigres                                          | Estadio Hidalgo, Pachuca                                               |                                                                        |
|                              | Á. Sagal 8' · F. Jara 71', 86' | Reporte            | I. Sosa 17' · J. Aquino 35' · E. Valencia 90+3' | Asistencia: 20 998 espectadores Árbitro(s): Mario Humberto Vargas Mata | Asistencia: 20 998 espectadores Árbitro(s): Mario Humberto Vargas Mata |
| Pachuca avanzó a Semifinales |                                |                    |                                                 |                                                                        |                                                                        |

| 9 de octubre de 2018, 20:30    | Monterrey      | 1:0 (1:0) | Querétaro | Estadio BBVA Bancomer, Guadalupe                                      |                                                                       |
|                                | C. Sanvezzo 7' | Reporte   |           | Asistencia: 26 361 espectadores Árbitro(s): Jorge Antonio Pérez Durán | Asistencia: 26 361 espectadores Árbitro(s): Jorge Antonio Pérez Durán |
| Monterrey avanzó a Semifinales |                |           |           |                                                                       |                                                                       |

| 3 de octubre de 2018, 21:15 | León            | 1:1 (0:1) (5:4 p.) | UNAM            | Estadio León, León                                             |                                                                |
|                             | W. González 61' | Reporte            | C. González 21' | Asistencia: 16 901 espectadores Árbitro(s): Óscar Mejía García | Asistencia: 16 901 espectadores Árbitro(s): Óscar Mejía García |
| León avanzó a Semifinales   |                 |                    |                 |                                                                |                                                                |

### Semifinales
| 24 de octubre de 2018, 20:30 | Cruz Azul      | 1:1 (0:0) (5:4 p.) | León           | Estadio Azteca, Ciudad de México                                       |                                                                        |
|                              | A. Aldrete 71' | Reporte            | F. Navarro 51' | Asistencia: 25 724 espectadores Árbitro(s): José Alfredo Peñaloza Soto | Asistencia: 25 724 espectadores Árbitro(s): José Alfredo Peñaloza Soto |
| Cruz Azul avanzó a la Final  |                |                    |                |                                                                        |                                                                        |

| 23 de octubre de 2018, 21:06 | Pachuca                                       | 3:3 (2:2) (3:4 p.) | Monterrey                             | Estadio Hidalgo, Pachuca                                                   |                                                                            |
|                              | M. Tapias 2' · F. Jara 44' · C. Giménez 90+6' | Reporte            | R. Funes Mori 10', 20' · D. Lajud 46' | Asistencia: 22 385 espectadores Árbitro(s): Luis Enrique Santander Aguirre | Asistencia: 22 385 espectadores Árbitro(s): Luis Enrique Santander Aguirre |
| Monterrey avanzó a la Final  |                                               |                    |                                       |                                                                            |                                                                            |

### Final
| 31 de octubre de 2018, 20:36                      | Monterrey | 0:2 (0:1) | Cruz Azul                             | Estadio BBVA Bancomer, Guadalupe                                      |                                                                       |
|                                                   |           | Reporte   | E. Hernández 33' · M. Cauteruccio 52' | Asistencia: 49 764 espectadores Árbitro(s): Fernando Guerrero Ramírez | Asistencia: 49 764 espectadores Árbitro(s): Fernando Guerrero Ramírez |
| Cruz Azul campeón de la Copa México Apertura 2018 |           |           |                                       |                                                                       |                                                                       |

| 22    | POR   | Juan Pablo Carrizo |     |
| 17    | DEF   | Jesús Gallardo     |     |
| 23    | DEF   | Johan Vásquez      | 56' |
| 15    | DEF   | José María Basanta | 65' |
| 21    | DEF   | Jesús Molina       |     |
| 288   | DEF   | Eric Cantú         |     |
| 16    | MED   | Celso Ortiz        |     |
| 29    | MED   | Carlos Rodríguez   |     |
| 286   | DEL   | Daniel Lajud       | 57' |
| 7     | DEL   | Rogelio Funes Mori |     |
| 8     | DEL   | Dorlan Pabón       |     |
| D. T. | D. T. | Diego Alonso       |     |

| 12    | POR   | Guillermo Allison     |     |
| 16    | DEF   | Adrián Aldrete        |     |
| 2     | DEF   | Pablo Aguilar         |     |
| 5     | DEF   | Igor Lichnovsky       |     |
| 4     | DEF   | Julio César Domínguez |     |
| 23    | MED   | Iván Marcone          |     |
| 8     | MED   | Javier Salas          |     |
| 14    | MED   | Misael Domínguez      | 78' |
| 25    | MED   | Roberto Alvarado      |     |
| 11    | MED   | Elías Hernández       | 65' |
| 9     | DEL   | Milton Caraglio       | 45' |
| D. T. | D. T. | Pedro Caixinha        |     |

| 18  | Delantero      | Avilés Hurtado  | 56' |
| 20  | Centrocampista | Rodolfo Pizarro | 57' |
| 284 | Defensa        | Axel Grijalva   | 65' |

| 7  | Delantero      | Martín Cauteruccio | 45' |
| 17 | Centrocampista | Édgar Méndez       | 65' |
| 19 | Centrocampista | Antonio Sánchez    | 78' |

| 33' · 52' | Elías Hernández Martin Cauteruccio | 0:1 0:2 |

| 47' · 55' | Celso Ortiz Johan Vásquez |

| 18' | Igor Lichnovsky |

| Principal  | Fernando Guerrero Ramírez |
| Asistentes | Marcos Quintero Huitrón   |
|            | Israel Valenciano Torres  |
| Cuarto     | Alejandro Funk Villafañe  |

| 22    | POR   | Juan Pablo Carrizo |     |
| 17    | DEF   | Jesús Gallardo     |     |
| 23    | DEF   | Johan Vásquez      | 56' |
| 15    | DEF   | José María Basanta | 65' |
| 21    | DEF   | Jesús Molina       |     |
| 288   | DEF   | Eric Cantú         |     |
| 16    | MED   | Celso Ortiz        |     |
| 29    | MED   | Carlos Rodríguez   |     |
| 286   | DEL   | Daniel Lajud       | 57' |
| 7     | DEL   | Rogelio Funes Mori |     |
| 8     | DEL   | Dorlan Pabón       |     |
| D. T. | D. T. | Diego Alonso       |     |

| 12    | POR   | Guillermo Allison     |     |
| 16    | DEF   | Adrián Aldrete        |     |
| 2     | DEF   | Pablo Aguilar         |     |
| 5     | DEF   | Igor Lichnovsky       |     |
| 4     | DEF   | Julio César Domínguez |     |
| 23    | MED   | Iván Marcone          |     |
| 8     | MED   | Javier Salas          |     |
| 14    | MED   | Misael Domínguez      | 78' |
| 25    | MED   | Roberto Alvarado      |     |
| 11    | MED   | Elías Hernández       | 65' |
| 9     | DEL   | Milton Caraglio       | 45' |
| D. T. | D. T. | Pedro Caixinha        |     |

| 18  | Delantero      | Avilés Hurtado  | 56' |
| 20  | Centrocampista | Rodolfo Pizarro | 57' |
| 284 | Defensa        | Axel Grijalva   | 65' |

| 7  | Delantero      | Martín Cauteruccio | 45' |
| 17 | Centrocampista | Édgar Méndez       | 65' |
| 19 | Centrocampista | Antonio Sánchez    | 78' |

| 33' · 52' | Elías Hernández Martin Cauteruccio | 0:1 0:2 |

| 47' · 55' | Celso Ortiz Johan Vásquez |

| 18' | Igor Lichnovsky |

| Principal  | Fernando Guerrero Ramírez |
| Asistentes | Marcos Quintero Huitrón   |
|            | Israel Valenciano Torres  |
| Cuarto     | Alejandro Funk Villafañe  |

| 22    | POR   | Juan Pablo Carrizo |     |
| 17    | DEF   | Jesús Gallardo     |     |
| 23    | DEF   | Johan Vásquez      | 56' |
| 15    | DEF   | José María Basanta | 65' |
| 21    | DEF   | Jesús Molina       |     |
| 288   | DEF   | Eric Cantú         |     |
| 16    | MED   | Celso Ortiz        |     |
| 29    | MED   | Carlos Rodríguez   |     |
| 286   | DEL   | Daniel Lajud       | 57' |
| 7     | DEL   | Rogelio Funes Mori |     |
| 8     | DEL   | Dorlan Pabón       |     |
| D. T. | D. T. | Diego Alonso       |     |

| 12    | POR   | Guillermo Allison     |     |
| 16    | DEF   | Adrián Aldrete        |     |
| 2     | DEF   | Pablo Aguilar         |     |
| 5     | DEF   | Igor Lichnovsky       |     |
| 4     | DEF   | Julio César Domínguez |     |
| 23    | MED   | Iván Marcone          |     |
| 8     | MED   | Javier Salas          |     |
| 14    | MED   | Misael Domínguez      | 78' |
| 25    | MED   | Roberto Alvarado      |     |
| 11    | MED   | Elías Hernández       | 65' |
| 9     | DEL   | Milton Caraglio       | 45' |
| D. T. | D. T. | Pedro Caixinha        |     |

| 18  | Delantero      | Avilés Hurtado  | 56' |
| 20  | Centrocampista | Rodolfo Pizarro | 57' |
| 284 | Defensa        | Axel Grijalva   | 65' |

| 7  | Delantero      | Martín Cauteruccio | 45' |
| 17 | Centrocampista | Édgar Méndez       | 65' |
| 19 | Centrocampista | Antonio Sánchez    | 78' |

| 33' · 52' | Elías Hernández Martin Cauteruccio | 0:1 0:2 |

| 47' · 55' | Celso Ortiz Johan Vásquez |

| 18' | Igor Lichnovsky |

| Principal  | Fernando Guerrero Ramírez |
| Asistentes | Marcos Quintero Huitrón   |
|            | Israel Valenciano Torres  |
| Cuarto     | Alejandro Funk Villafañe  |

| 22    | POR   | Juan Pablo Carrizo |     |
| 17    | DEF   | Jesús Gallardo     |     |
| 23    | DEF   | Johan Vásquez      | 56' |
| 15    | DEF   | José María Basanta | 65' |
| 21    | DEF   | Jesús Molina       |     |
| 288   | DEF   | Eric Cantú         |     |
| 16    | MED   | Celso Ortiz        |     |
| 29    | MED   | Carlos Rodríguez   |     |
| 286   | DEL   | Daniel Lajud       | 57' |
| 7     | DEL   | Rogelio Funes Mori |     |
| 8     | DEL   | Dorlan Pabón       |     |
| D. T. | D. T. | Diego Alonso       |     |

| 12    | POR   | Guillermo Allison     |     |
| 16    | DEF   | Adrián Aldrete        |     |
| 2     | DEF   | Pablo Aguilar         |     |
| 5     | DEF   | Igor Lichnovsky       |     |
| 4     | DEF   | Julio César Domínguez |     |
| 23    | MED   | Iván Marcone          |     |
| 8     | MED   | Javier Salas          |     |
| 14    | MED   | Misael Domínguez      | 78' |
| 25    | MED   | Roberto Alvarado      |     |
| 11    | MED   | Elías Hernández       | 65' |
| 9     | DEL   | Milton Caraglio       | 45' |
| D. T. | D. T. | Pedro Caixinha        |     |

| 18  | Delantero      | Avilés Hurtado  | 56' |
| 20  | Centrocampista | Rodolfo Pizarro | 57' |
| 284 | Defensa        | Axel Grijalva   | 65' |

| 7  | Delantero      | Martín Cauteruccio | 45' |
| 17 | Centrocampista | Édgar Méndez       | 65' |
| 19 | Centrocampista | Antonio Sánchez    | 78' |

| 33' · 52' | Elías Hernández Martin Cauteruccio | 0:1 0:2 |

| 47' · 55' | Celso Ortiz Johan Vásquez |

| 18' | Igor Lichnovsky |

| Principal  | Fernando Guerrero Ramírez |
| Asistentes | Marcos Quintero Huitrón   |
|            | Israel Valenciano Torres  |
| Cuarto     | Alejandro Funk Villafañe  |

|           |
| Campeón   |
| Cruz Azul |
| 4° título |

## Estadísticas
- Datos según la página oficial de la competición.

### Máximos goleadores
Lista con los máximos goleadores del torneo, * Datos según la página oficial.
| Pos. | Jugador              | Equipo      | Goles | Minutos |
| ---- | -------------------- | ----------- | ----- | ------- |
| 1°   | Martín Cauteruccio   | Cruz Azul   | 6     | 435     |
| 2°   | Franco Jara          | Pachuca     | 5     | 384     |
| 3°   | Matías Alustiza      | Universidad | 4     | 378     |
| =    | Cecilio Domínguez    | América     | 4     | 320     |
| =    | Daniel Lajud         | Monterrey   | 4     | 426     |
| =    | Josué Mercado        | Zacatecas   | 4     | 236     |
| =    | Leonardo Ulloa       | Pachuca     | 3     | 435     |
| =    | Eduardo Jesús Vargas | Tigres      | 4     | 340     |